# Raphidia taurica
Raphidia taurica là một loài côn trùng trong họ Raphidiidae thuộc bộ Raphidioptera. Loài này được Hagen miêu tả năm 1867.